# Президентские выборы в Руанде (2017)
Президентские выборы в Руанде проходили 4 августа 2017 года. Президент Руанды Поль Кагаме получил 98,79 % голосов и был переизбран на третий семилетний срок.

## Контекст выборов
Конституционный референдум 2015 года одобрил конституционную поправку, которая позволила Полю Кагаме баллотироваться на третий срок. Хотя срок был снижен с 7 до 5 лет, это правило входит в силу, начиная с 2024 года.

## Избирательная система
Президент Руанды избирается в один тур простым большинством голосов.

## Результаты
| Кандидат                                                                 | Кандидат                              | Партия                                | Голоса    | %     |
| ------------------------------------------------------------------------ | ------------------------------------- | ------------------------------------- | --------- | ----- |
|                                                                          | Поль Кагаме                           | Руандийский патриотический фронт      | 6 675 472 | 98,79 |
|                                                                          | Филипп Мпайимана                      | Независимый                           | 49 031    | 0,73  |
|                                                                          | Фрэнк Хабинеза                        | Демократическая зелёная партия        | 32 701    | 0,48  |
| Недействительных/пустых бюллетеней                                       | Недействительных/пустых бюллетеней    | Недействительных/пустых бюллетеней    | 12 310    | -     |
| Всего                                                                    | Всего                                 | Всего                                 | 6 769 514 | 100   |
| Зарегистрированных избирателей / Явка                                    | Зарегистрированных избирателей / Явка | Зарегистрированных избирателей / Явка | 6,897,076 | 98,15 |
| Источник: ЦИК Руанды Архивная копия от 8 августа 2017 на Wayback Machine |                                       |                                       |           |       |

Поль Кагаме принёс присягу на следующий президентский срок 18 августа 2017 года.